# Сель в провинции Ганьсу (2010)
Сель в провинции Ганьсу — природная катастрофа, произошедшая около 23:00 8 августа 2010 года в уезде Джугчу Ганьнань-Тибетского автономного округа провинции Ганьсу Китайской Народной Республики. Сель возник в результате сильных ливней и наводнений в провинции Ганьсу. Эта катастрофа стала самой смертоносной среди природных катаклизмов, происходивших в ходе наводнений в Китае в мае 2010 года.
В результате схода селя погиб 1471 человек, 294 человека пропало без вести, 1243 человека были спасены. Пропавшие без вести были признаны погибшими после того, как официальные власти прекратили поиски выживших и тел погибших. Свыше 1700 эвакуированных людей были размещены в школах, и оставались там до начала учебного года.

## Причина и последствия катастрофы
Площадь лесов в регионе Джугчу с 1950-х годов сократилась на 30%, а запас древесины сократился на 25% из-за чрезмерной вырубки. Объём песка в речной воде увеличился на 60%, и объем воды уменьшился на 8%, что привело к увеличению количества наводнений и засух. Кроме того, в этом округе в последние годы проектировалось строительство от 47 до 53 гидроэлектростанций. Согласно правительственным данным, 41 проект к августу 2010 года был завершён, а 12 находились на финальных этапах проектирования и строительства. В 2006 году Университет Ланьчжоу опубликовал заключение о том, что эти проекты послужили причиной водной и почвенной эрозии и сделали весь регион опасной для жизни зоной.
Вследствие проливных дождей произошли оползни в верхнем течении реки Байлунцзян, образовалось завальное озеро. Когда вода пробила завал, около 1,8 млн м3 грязи и обломков обрушились волной на нижележащие населённые пункты. Волна местами достигала высоты пятиэтажных домов. Было затоплено более 300 малоэтажных домов и уничтожена как минимум одна деревня.
В результате схода селя наибольший ущерб был причинён в уезде Джугчу. Слой грязи затопил дома, были разрушены многоэтажные строения. Плотность населения в уезде Джучгу составляла 50 000 человек на км2 (из них 42 000 человек — постоянно проживающих).
После схода селевого потока остался слой грязи и обломков протяжённостью около 5 километров, шириной до 300 метров. Толщина слоя грязи достигала 5 метров.
Газета Christian Science Monitor сообщила, что двое учёных предупреждали о возможности схода селей и оползней в 1997 году. Жэньминь жибао, однако, опубликовала статью о том, что сель возник в результате стечения тяжёлых обстоятельств и природных событий, в том числе мягкой почвы, проливных дождей, засухи и землетрясения в провинции Сычуань, случившегося двумя годами ранее. Официальные власти также отклонили версию о том, что сель произошёл в результате человеческой деятельности.

## Реакция
15 августа 2010 года был объявлен Национальный траур по погибшим, на правительственных зданиях и зданиях посольств Китайской Народной Республики были приспущены флаги. Все развлекательные мероприятия в этот день были отменены, а основные газеты и интернет-сайты были опубликованы в чёрно-белых тонах. На Всемирной выставке в Шанхае все мероприятия были отменены. Национальный траур в Китае — достаточно редкое явление, до этого национальный траур объявлялся по жертвам землетрясений в провинции Цинхай в 2010 году и в провинции Сычуань в 2008 году.

## Материальная помощь
Провинция Ганьсу к полудню 13 августа 2010 года получила материальную помощь на сумму 120,4 млн юаней (17,7 млн долларов США). Гонконг пожертвовал более 2,4 млн юаней в качестве помощи пострадавшими от схода селя в провинции Ганьсу. Сумма пожертвований от Макао составила более 7 млн долларов США. Соединённые Штаты Америки оказали помощь уезду Джугчу в размере 50 тысяч долларов. 11-й панчен-лама Гьялцен Норбу пожертвовал 50 тысяч юаней в качестве помощи пострадавшим.

## Галерея изображений

Фотографии последствий катастрофы
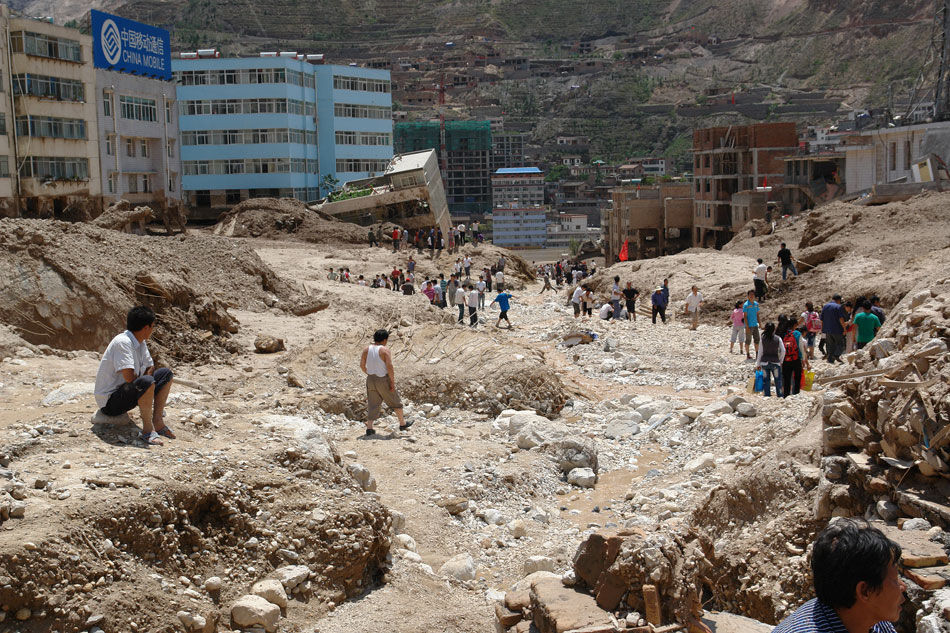
Последствия схода селя
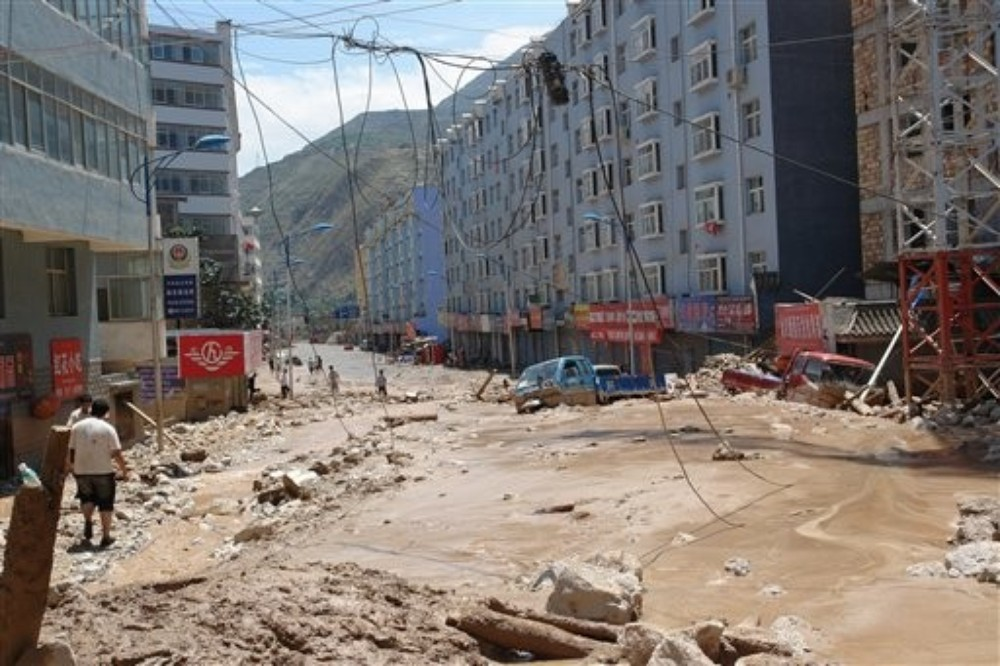
Грязь и обломки на улицах